# Babí léto

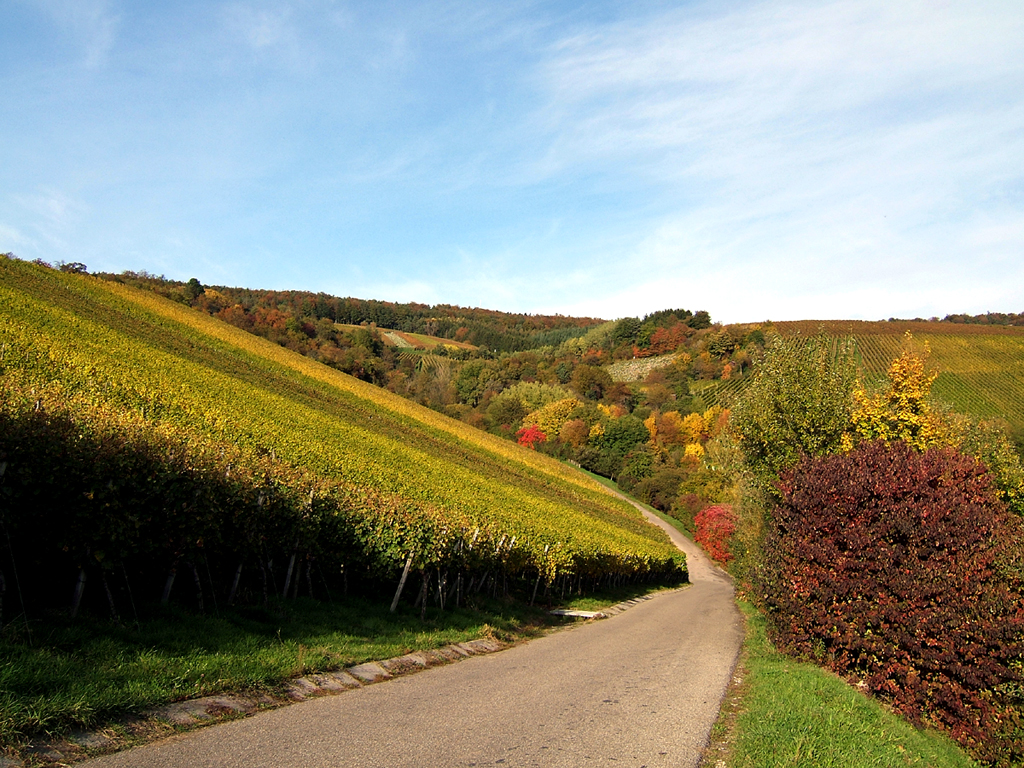
Babí léto v Německu

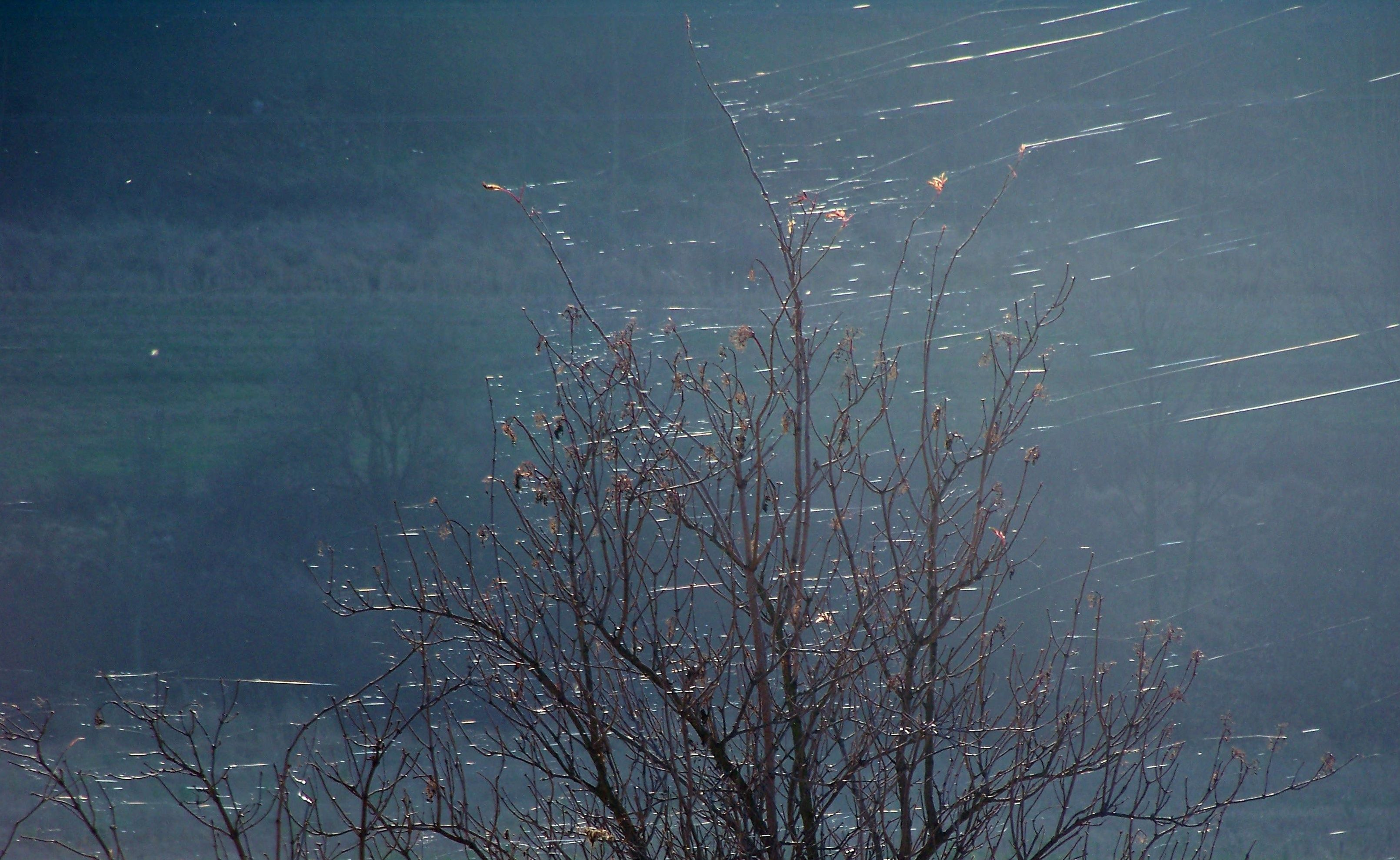
Pavoučí vlákna uchycená na keři (Karlštejn, koncem listopadu)

Babí léto (též označované jako pozdní léto nebo Svatováclavské léto) je označení déletrvajícího suchého, slunečného, teplého a málo větrného počasí na začátku (astronomického) podzimu, na konci září nebo v říjnu; tento podnebný jev nastává na evropském kontinentu.
Na severoamerickém kontinentu se vyskytuje podobný jev nazývaný Indiánské léto. Dříve se říkalo, že nastává na konci podzimu, ale dnes tento termím popisuje podobné období jako babí léto.[zdroj?]
Babí léto bývá charakterizováno obdobím suchého, málo větrného, slunného a přes den velmi teplého počasí. Noci ale bývají již poměrně chladné (nezřídka s ranními mrazíky) a častěji se k ránu vytvářejí radiační mlhy, které se s postupujícím podzimem udržují po větší část dne. Příčinou babího léta je rozsáhlá tlaková výše, která v podzimním období setrvává nad střední a jihovýchodní Evropou. Podle klimatologů se průměrně vyskytuje v období od 21. září do 2. října. Babí léto se v evropské tradici rozděluje na několik po sobě jdoucích období. Jedna etapa babího léta je někdy nazývána létem svatého Václava (svátek 28. září). Délka trvání tohoto příjemného podzimního počasí je v jednotlivých letech velice rozdílná. Například v roce 1959 trvalo babí léto téměř 7 týdnů, zatímco v některých letech není téměř zřetelné. Někdy je za babí léto nesprávně označované i období mariánského léta, které ale přichází v první polovině září (ještě v době astronomického léta).
Babí léto je jednou ze singularit v ročním průběhu počasí ve střední Evropě. Singularitou je zde myšlena poměrně pravidelná odchylka od celkového trendu počasí, podmíněná zvýšeným výskytem určitých povětrnostních situací v dané části roku. V tomto smyslu jde tedy o jev víceméně přesně vázaný na určité kalendářní období. Některé jsou zachyceny i v lidových pranostikách.
Během babího léta lze často pozorovat volně se vznášející pavučiny drobných pavouků, které lidem v minulosti připomínaly šedé „babské“ vlasy. Odtud zřejmě pochází i název tohoto období, přestože význam není jistý. Další možné varianty mohou pocházet z faktu, že je chladnější počasí než v létě – jakési „zestárlé“ léto, které už není v nejlepší kondici, nebo podle Plejád (lidově „Baby“) – otevřených hvězdokup v souhvězdí Býka, které jsou vidět na obloze právě v tomto období. Pro babí léto se dříve také používaly názvy „podletí“ či „podjeseň“.
Ve střední Evropě patří k nejznámějším singularitám medardovské počasí, vánoční obleva a babí léto.